# John Hansen (fodboldspiller, født 1973)
|  | For andre personer med navnet, se John Hansen. |
John Hansen (født 14. september 1973) er en dansk tidligere fodboldspiller, der spillede som midtbane for OB, Esbjerg fB og Cambridge United.